# Mniszchowie herbu własnego

Herb Mniszchów, odmiana hrabiowska

Mniszchowie – polski ród magnacki herbu Mniszech (zwany też Kończyc), przydomku Wandalin, piszący się „z Wielkich Kończyc i Ossownicy”.
Za twórcę potęgi rodu uważa się Mikołaja Mniszcha (1484–1553), podkomorzego Zygmunta Augusta i burgrabiego krakowskiego, pochodzącego prawdopodobnie z Czech lub Śląska. Jego syn, Jerzy (1548–1613), wojewoda sandomierski, przysporzył rodowi sławy jako organizator wyprawy moskiewskiej, tzw. I Dymitriady. Wyniosła ona jego córkę Marynę, jako żonę Dymitra I Samozwańca, na tron moskiewski (1606). Jerzy Mniszech miał zostać udzielnym władcą Księstwa Smoleńskiego i Siewierskiego. Bunt rosyjskich poddanych przeszkodził realizacji tych planów, choć dzięki II Dymitriadzie, Maryna ponownie (1610–1612) zasiadła na moskiewskim tronie. Jej brat, Franciszek Bernard (zm. 1661), kasztelan sądecki, ustanowił główną siedzibę rodu w Dukli. W następnych pokoleniach, Mniszchowie należeli do elity politycznej Rzeczypospolitej. Syn Franciszka Bernarda, Jerzy (zm. 1693) został wojewodą wołyńskim, wnuk Józef (zm. 1747), marszałkiem wielkim koronnym i kasztelanem krakowskim, a prawnuk, Jerzy August (1715–1778), kasztelan krakowski, stał się przywódcą tzw. Kamaryli Mniszcha, najważniejszej koterii dworskiej za czasów panowania Augusta III. Jego brat, Jan Karol (1716–1759), podkomorzy wielki koronny, dzięki małżeństwu, wszedł w posiadanie Księstwa Wiśniowieckiego, które stało się nową siedzibą rodu. Jego młodszy syn, Michał Jerzy (1748–1806), zapoczątkował linię wiśniowiecką („wołyńską”), której ostatnim przedstawicielem był Andrzej Jerzy Mniszech (1823–1905). Starszy syn, Józef Jan Tadeusz (1742–1797), zapoczątkował linię „galicyjską”, której ostatnim przedstawicielem był Aleksander Emanuel Kazimierz (1871–1941) oraz jego adoptowany syn, Tadeusz Hubert (1910–1993), używający nazwiska Wandalin-Mniszech-Horoch. 
W roku 1783 przedstawiciele rodu uzyskali tytuł hrabiów w Austrii.

## Rezydencje

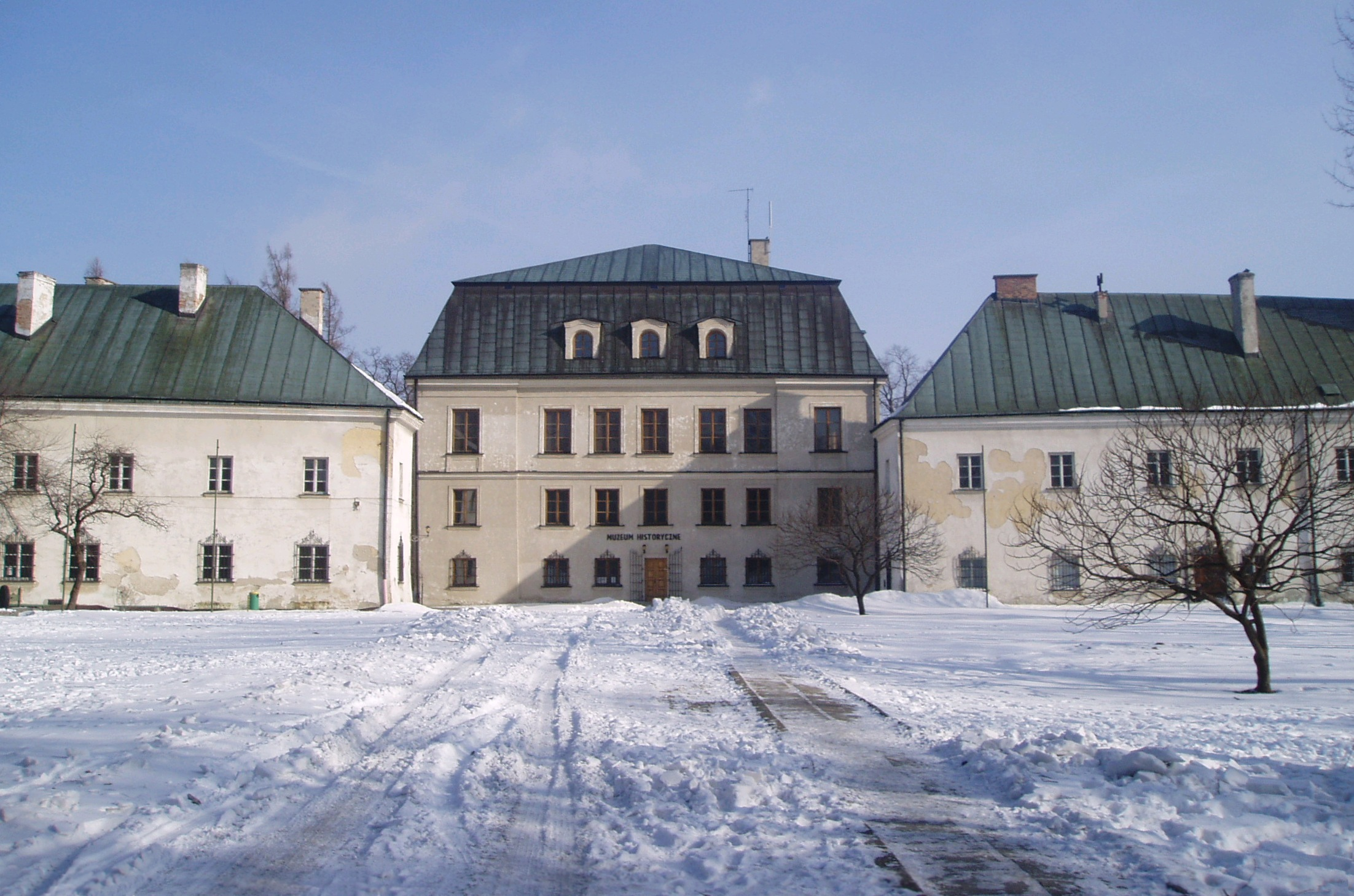
Pałac Mniszchów w Dukli
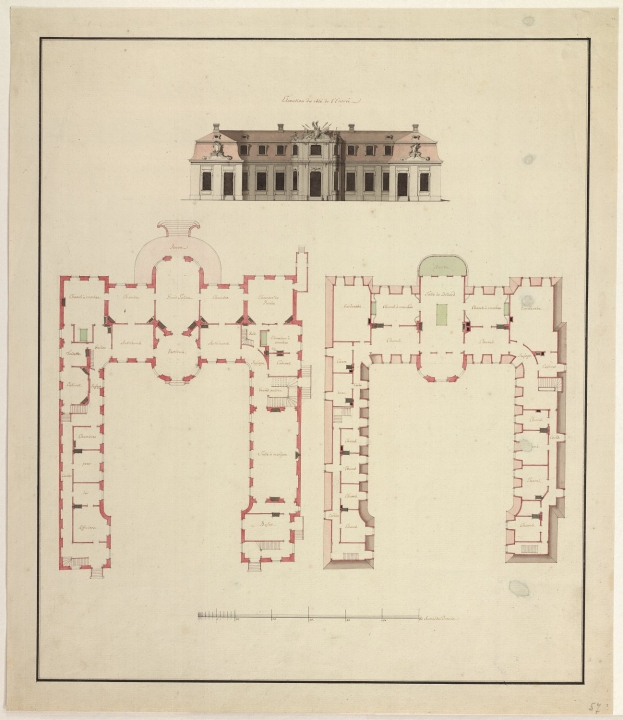
Projekt Pałacu Mniszchów na Długich Ogrodach w Gdańsku
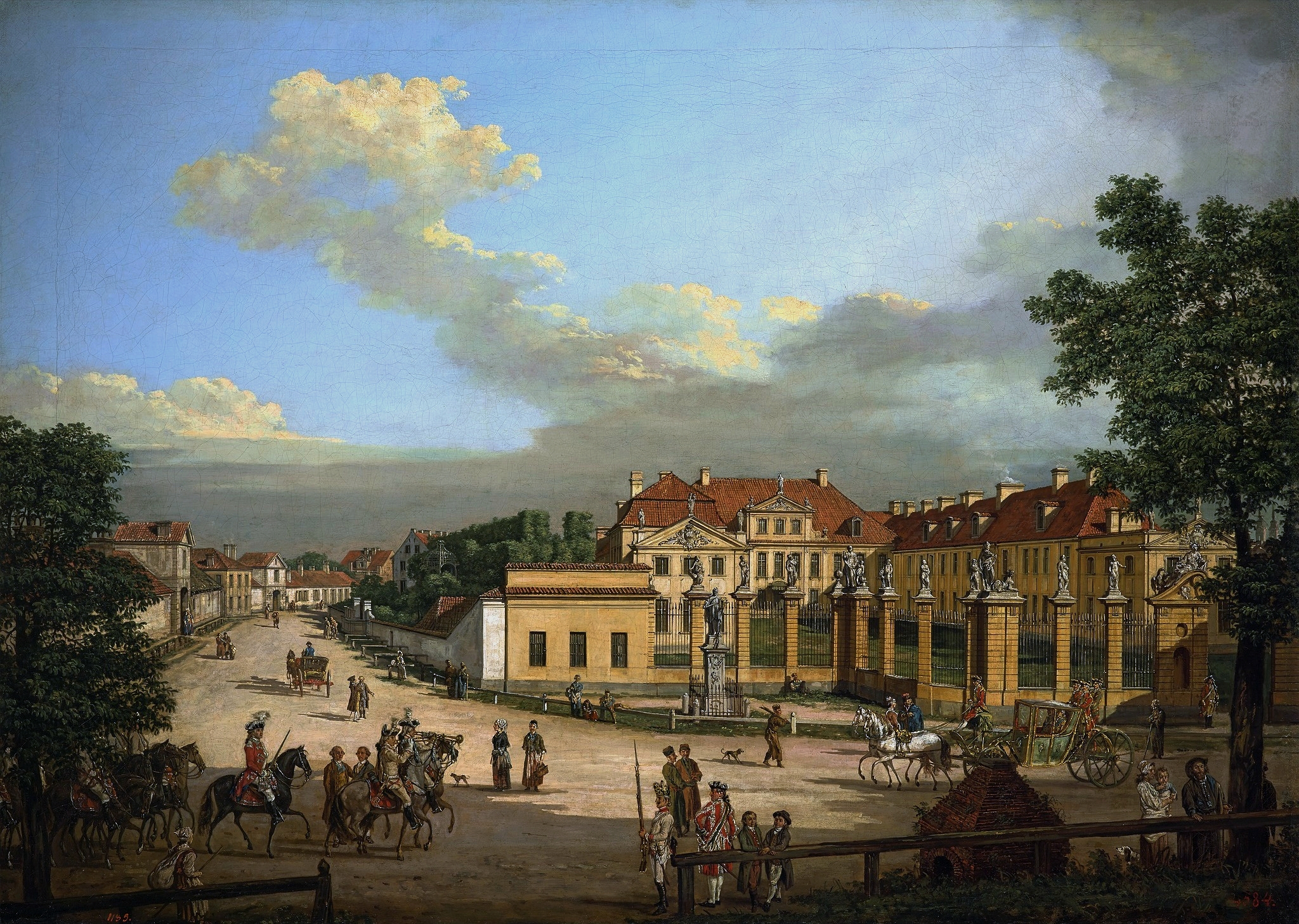
Pałac Mniszchów w Warszawie - w rękach rodu od 1714 roku do pocz. XIX wieku
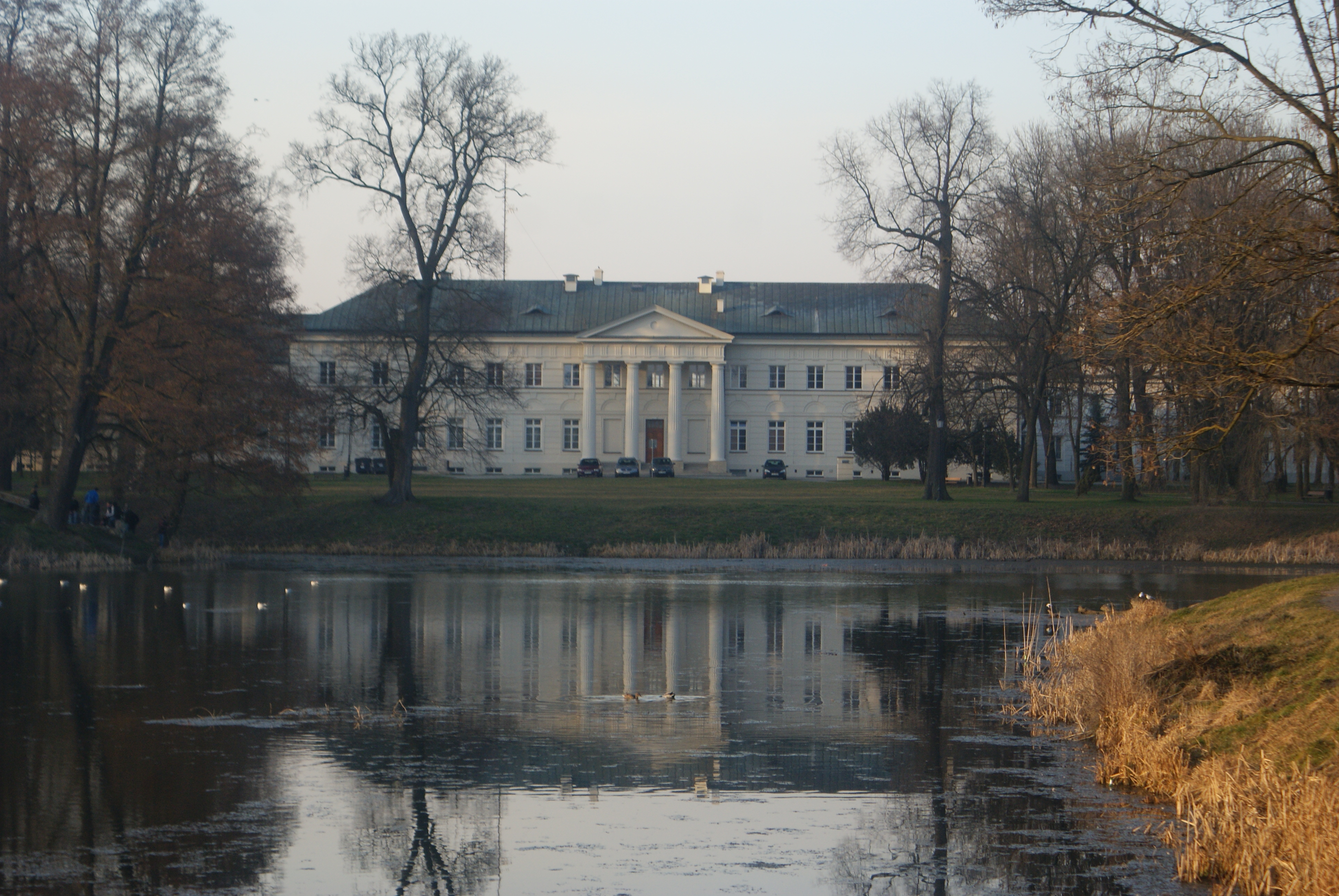
Pałac Mniszchów w Dęblinie
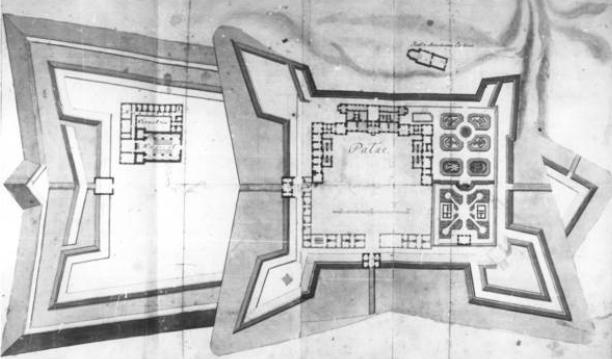
Plan zamku w Wiśniowcu
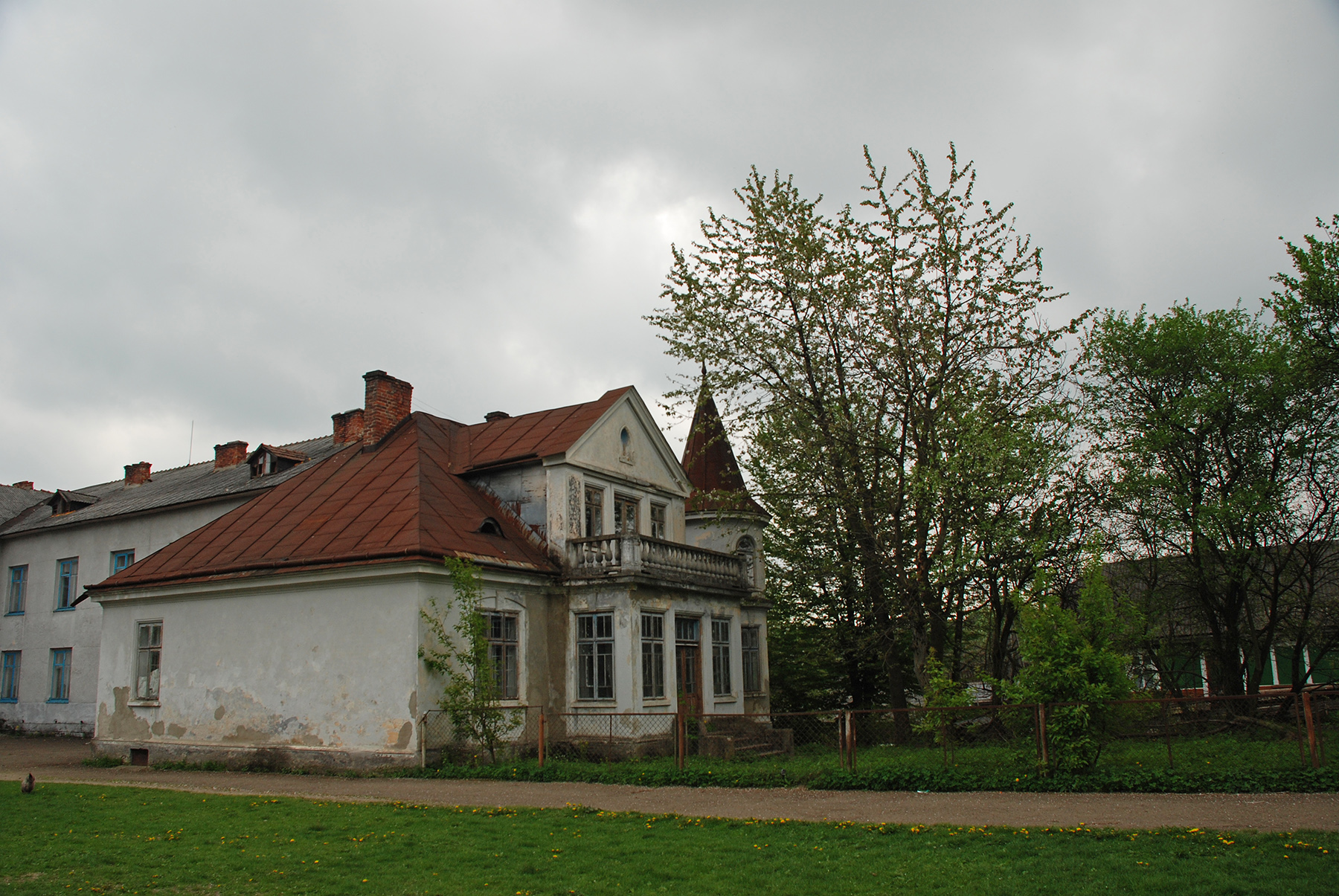
Teren zamku w Laszkach Murowanych - w rękach rodu w latach 1638-1815
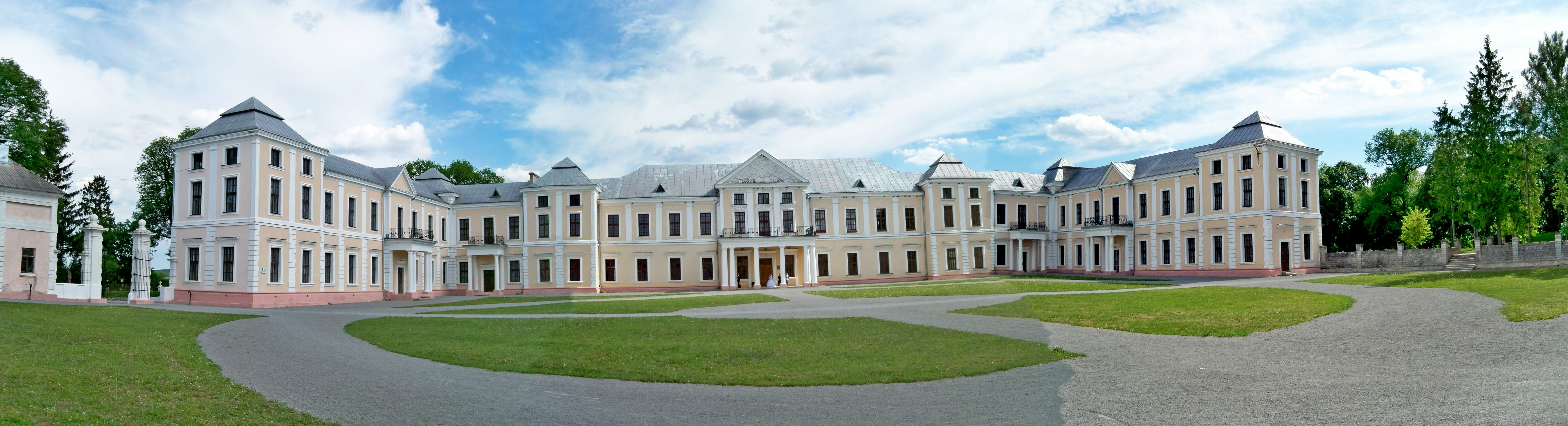
Wiśniowiec - siedziba rodu od połowy XVIII wieku do połowy XIX wieku